# Вис Виталис
Ви́с Ви́талис (род. 25 декабря 1975 года) — российский музыкант, композитор, поэт, писатель, актёр, сценарист, кинорежиссёр, продюсер, Альпинист России, член Гильдии Кинорежиссёров России.

## Работа
1990 — н. в. — Более 1000 стихов и песен в разных стилях музыки, 14 официально изданных муз. альбомов (с ранними альбомами, концертными записями и бутлегами — более 30).
C 2002—2006 — автор и участник проекта «Sixtynine».
C 2003 по 2005 годы — автор и редактор журнала «Хулиган».
С 2004 по 2009 — автор трилогии «Женщина. Где у неё кнопка».
С 2014 — независимый кинорежиссёр.

## Биография и творчество
Родился в Посёлке Вис Р.Коми, родной город Москва.Отслужил в армии. Работал грузчиком, сторожем, дизайнером, журналистом, видеооператором, директором диско-клуба и т. п. Увлекался идеологией хиппи, путешествовал автостопом, жил в разных городах России.
Творческий путь начал в девяностые, как автор-исполнитель собственных песен под гитару. Затем работал с различными рок-группами и собственным проектом «Вис Виталис».
В 1991 году работал в Москве на первой независимой музыкальной радиостанции «SNC» с авторской программой «Отдавшим сердце рок-н-роллу», названной так по цитате из песни Юрия Наумова.
В 2002 году создал рэп-фанк-панк-рок проект Sixtynine (закрыт в 2006).
После закрытия проекта сольно работает в различных жанрах музыки.
В 2003—2005 годах являлся автором, редактором и главой отдела ре-райта журнала «Хулиган».
Автор трилогии «Женщина. Где у неё кнопка» в жанре «Гендерная психология» (АСТ, Эксмо).
С 2014 года занимается созданием независимых кинофильмов, лауреат 90+ международных кинофестивалей, с мая 2018 г. член Гильдии Кинорежиссёров России.

### SIxtynine
- 2002 — записанный на домашней студии промо-EP Sixtynine «В Белом Гетто» производит фурор, получает несколько десятков рецензий в бумажной и интернет-прессе[2] и делает Sixtynine культовым проектом.
- 2003 — в Киеве снято хоум-видео на песню «В Белом Гетто», которая «с улицы» попадает в shit-парад MTV и неожиданно попадает в ротацию. Клип два месяца держится в «народном» СМС-хит-параде и входит в «Русскую Десятку»[3].
- 2003 — контракт с Лейблом звукозаписи «Gala Records»
- 2004 — контракт с Лейблом звукозаписи «CD Land»
- 2004 — выпуск на «CD Land» дебютного (и единственного) альбома «Выживу Стану Крепче».

Альбом признается автором одной из лучших русских записей нулевых, о нём восторженно отзывался Илья Кормильцев, поклонником «Sixtynine» называет себя Андрей Большаков (гитарист группы «Ария» и основатель группы «Мастер»), Вадим Голутвин («Аракс», «Валерия»), Олег Сакмаров («Аквариум», «Сакмаров-Бэнд»).
Журнал «ОМ» назвал в 2003 году «Sixtynine» в числе двенадцати самых многообещающих новых российских имен во всех направлениях всех видов искусств, и даже более.

«…Портреты на свою глянцевую доску почета ОМ отбирал тщательно. Нас интересовали люди, уже громко заявившие о себе дебатами.
Встречайте 12 новых имен в русском кино, музыке, арте, театре, морде, которые надо запомнить. Про них тяжело рассказать в трех абзацах, хотя мы и попытались. Дайте срок, подробности о себе они расскажут в обширных интервью прессе..»
— Журнал "ОМ", №73, май 2003.

«…Без сомнения, лучшие русские рэперы… Оценка — пять звезд из десяти.»
— Журнал "FHM", № 36, август 2004.

После этого альбома пора закрывать дискуссию о том, можно ли писать настоящий рэп по-русски. Можно. И точка. Sixtynine удалось то, к чему давно стремились другие российские рэп-команды: объяснить русскому человеку, почему за рэпом будущее.
— Журнал "NME" (New Musical Express)", №7 (38), 24 марта 2003.
Леонид Парфёнов в своей программе «Намедни» посвящает Sixtynine отдельный сюжет.
Проект Sixtynine дает ряд концертов и гастролей, живое выступление на МТВ в программе «Shit-парад», и других, но в итоге при отсутствии поддержки и продюсерской работы со стороны лейбла CD Land, Sixtynine начинает стагнировать и в 2006 году Вис Виталис объявляет о закрытии проекта.
Последний раз треки из программы Sixtynine Вис Виталис исполняет на концерте Памяти Ильи Кормильцева, весной 2017 года в Москве.

### Post-Sixtynine
После официального закрытия Sixtynine Вис Виталис продолжает работать сольно, развивая начатые ранее темы и реализуя не записанные ранее для Sixtynine треки. В текстах автор опирается на русскую рок-поэтику, сочетая её с рэп-речитативом. Основные темы творчества — противостояние мира и человека, стремление к свободе во всех её проявлениях, горечь взросления и тоска по детству, идеалистические взгляды наряду со стоическим цинизмом, философское осмысление трудностей бытия, ярко декларируется брутальная маскулинность, перемежаемая интеллигентной рефлексией. Одним из фирменных приемов является многослойность постмодернистских аллюзий, множество отсылок к творческим продуктам других авторов и музыкальная полистилистичность.
- 2007 — EP «Прекрасное далеко», в записи которого принимает участие Алевтина (экс-«Мельница»);
- 2008 — Делай Что Должен (Wildcats Records, Music For Sale Records)[4]

Трек «Прекрасное далеко» с альбома входит в саундтрек сериала «Бешеная» (НТВ);
Сам альбом «Делай Что Должен» признан лучшим альбомом февраля 2008 года по мнению журнала «Rolling Stone»;
- 2007—2009 Вис Виталис работает с живым рок-составом и анонсирует скорое издание рок-альбома «КровьЛюбовь», в котором «не будет ни крохи хип хопа», но это так и остается в планах. Песни с нереализованного альбома можно услышать только на концертных бутлегах («Концерт в Табула Расе», 2007, "Концерт в «Фаланстере», 2008 и т. п.);
- 2008 — «В белом Гетто»- саундтрек к одноимённой компьютерной игре (Руссобит-М-PlayTen);
- 2009 — «Рэп Это Панк» (сингл), поддержанный съемкой одноимённого видеоклипа.
- 2009 — Накануне презентации сингла в клубе «ЦАО», премьера песни «Рэп Это Панк!» состоялась на радио MAXIMUM в рамках программы Андрея Бухарина «Уроки русского»[6], где по результатам голосования слушателей набрала 42,57 % голосов и заняла первое место, оставив позади Lumen и Би-2.
- 2013 — релиз третьего номерного альбома «One Man Standing»;
- 2018 — «Референс» (сингл).

Также в апреле 2015 был выпущен альбом «Underground. Вис Виталис поет песни Тома Вэйтса», в котором Вис Виталис представил авторские переводы песен известного музыканта, полностью воссоздав музыкальную составляющую культовых песен.

…Я надеюсь, это все равно остался тот же Вэйтс, но такой, которого можно исполнить под гитару где-нибудь на лестничной площадке в Бирюлево.
— Вис Виталис
С 2014 года Вис Виталис объявил о работе над своим новым музыкальным проектом «Сердце».

Джо Дассен, Леонард Коэн, Крис Ри, Марк Кнопфлер, Ник Кэйв, Фрэнк Синатра, Марк Бернес, Майлз Дэвис и Билли Ласвелл были моими путеводителями при создании этого альбома. Джаз пятидесятых, эстрада шестидесятых и трип-хоп нулевых были моими маячками.
Это жестокая и нежная музыка, которая может показаться мягкой, но которая скрывает под внешним обаянием четкие схемы и жесткие контуры. Горизонты этой работы простираются от полного отчаяния до новой надежды. Может показаться, что эта музыка более легкая, чем прежде, но на самом деле, «Сердце» — это самое жёсткое, что я делал, просто в этот раз на стальные руки надеты мягкие перчатки.
— Вис Виталис
В 2017 году был запущен новый сайд-проект под названием «Ex-Boyfriends».

Как я не раз говорил и писал, во мне два героя — Арлекин и Пьеро. Для белого клоуна Пьеро я создал «Сердце», а в этом проекте пусть выскажется рыжий клоун. И кто останется в живых пусть позавидует мертвым!..
— Вис Виталис

### Сердце
Проект «Сердце» был призван раскрыть другие стороны музыкального творчества Виса Виталиса
- 2015 — «Господин Никто».
- 2016 — "Нет ничего лучше плохой погоды
- 2016 — «Большая Скука».
- 2016 — «Голубая Чашка».
- 2017 — «Реквием».

### Книги
Авторству Виса Виталиса принадлежит трилогия «Женщина. Где у неё кнопка» в жанре «Гендерная психология», в которую входят:
- «Женщина. Где у неё кнопка» (АСТ, 2004. Второе, переработанное и дополненное издание — Эксмо, 2008)[7][8]
- «Женщина. Бери и пользуйся» (Эксмо, 2008)
- «Женщина. Подчинись или властвуй» (Эксмо, 2009)

Трилогия вызвала несколько волн скандальных реакций, выдержала несколько допечаток (суммарный тираж составил 50 000 экземпляров), а первая книга трилогии была переведена на болгарский язык.

### Кинофильмы
С 2012 года Вис Виталис также занимается кинорежиссурой.
- 2014 — «RAW, 5 мин.»
- 2016 — «То, Что Тебя Спасет, 19 мин.»
- 2016 — «Баллон, 5 мин.»
- 2018 — «Лучше, чем в жизни, 13 мин.»

Кинофильм RAW (2014) — 3 номинации на международных кинофестивалях.
Кинофильм То, Что Тебя Спасет (2016) — 31 номинация на международных кинофестивалях и три победы: UK Monthly Film Fest 2016 (UK), Headline International Film Festival 2016 (HIFF) (USA) и North American Film Awards 2016 (NAFA) (USA).
Кинофильм Баллон (2016) — 55 номинаций на международных кинофестивалях, Honorable Mention (Headline International Film Festival (USA), Шорт-лист крупнейшего мирового фестивали короткометражных фильмов TROPFEST (Australia и три победы в трех номинациях на Southern States Indie FanFilmFest (USA) (лучший супер-шорт, лучшая кинематография, лучшая музыка).

## Дискография

### Студийные альбомы
- Выживу стану крепче (2004)(«CD-Land») (С проектом «Sixtynine») UPC: 4607062440926 (Рэп, фанк, рок, электроника)
- Делай Что Должен (2008) (Wildcats Records / Music For Sale Records) UPC: 859710984960 (Рэп, фанк, рок, электроника)
- One Man Standing Архивная копия от 22 февраля 2017 на Wayback Machine (2013) (Wildcats Records / Music For Sale Records) UPC: 859711185434 (Рэп, фанк, рок, электроника)
- Underground. Вис Виталис поет песни Тома Вэйтса (2015) (Wildcats Records / Music For Sale Records) (Рок, блюз, джаз, американа)
- Железо (2020) (Wildcats Records / Music For Sale Records, CD20-010) (Рок, металл)

### Студийные альбомы проекта «Сердце»
- Господин Никто (2015) (Wildcats Record / Music For Sale Records) UPC: 859715727234 (Поп, рок, блюз, джаз)
- Нет ничего лучше плохой погоды (2016) (Wildcats Record / Music For Sale Records) UPC: 859717487402 (Поп, рок, блюз, джаз, электроника)
- Большая Скука (2016) (Wildcats Record / Music For Sale Records) UPC: 859719027743 (Поп, рок, блюз, джаз, электроника)
- Голубая Чашка (2016) (Wildcats Record / Music For Sale Records) UPC: 859719093021 (Авторская песня, романсы, баллады)
- Реквием (2017) (Wildcats Record / Music For Sale Records) UPC:859724308141 (Поп, рок, блюз, джаз, электроника)

### Студийные альбомы проекта «Ex-Boyfriends»
- Первый очешуительный альбом (2017) (Wildcats Record / Music For Sale Records) UPC: 859722128727 (Рок, фолк, джаз, диско)
- Второй звездатый альбом (2019) (Wildcats Record / Music For Sale Records) UPC: 859722128727 (Рок, фолк, джаз, диско)

### Самиздат и DIY
- Мы не врачи мы боль (1990) (Соло. Акустика)
- Злаки и плевелы (1993) (Соло. Акустика)
- Restless & Loveless (1993) (Соло. Акустика)
- Живой (1994) (Соло. Акустика)
- Rammstein (black) Mutter (2002) (С проектом «Sixtynine».) (Ремиксы, фанк, хип-хоп, электроника)

### Мини-альбомы (EP)
- Welcome! (ЕР) (1994) (с проектом «Вис Виталис», рок, фанк)
- Хороший Мужчина (ЕР) (1996) (С проектом «Вис Виталис», рок, фанк)
- В Белом Гетто (EP) (2002) (Wildcats Records) (С проектом «Sixtynine». Рэп, фанк, рок, электроника)
- Прекрасное далеко (EP) (2007) (Wildcats Records) (Рэп, фанк, рок, электроника)
- Ночь Живых Мертвецов (интернет-EP) (2010) (Рэп, фанк, рок, электроника)

### Синглы
- Моя боль сильнее меня (сингл) (2001) (С проектом «Sixtynine».) (Фанк, хип-хоп)
- Рэп Это Панк! (сингл) (2009)(Wildcats Records) (Рэп, фанк, рок, электроника)

### Концертные записи и Бутлеги
- Слова и музыка (live) (1992) (Соло. Акустика)
- Хороший Мужчина Unplugged (live)(1996) (с проектом «Вис Виталис», рок, фанк)
- Концерт в Tabula Rasa (bootleg, live) (2007) (с проектом «Вис Виталис», рок, фанк)
- Концерт в «Фаланстере» (bootleg, live) (2008) (с проектом «Вис Виталис», рок, фанк)

### Саундтреки, компиляции, участие в сторонних проектах
- В Белом Гетто (OST к игре) (Руссобит-М) (2008)
- Лимonoff (Сборник песен на стихи Эдуарда Лимонова, трек «Скоро»)(2012; «Союз»)
- Санечка (группа «Аdвокат Беляк», музыка и исполнение трека «Life»)(2013; «Союз»)

## Видеография
- SixtyNine — В Белом Гетто (2003)
- Вис Виталис — Наблюдатель (2008)
- Вис Виталис — Рэп Это Панк (2009)
- Вис Виталис — Остров Питера Пэна (2010)
- Вис Виталис — Ночь Живых Мертвецов (2011)
- Вис Виталис — Вселенные (2013)
- Вис Виталис — Всё, что Мне Нужно (2013)

## Концертные видео
- SixtyNine — Сухарики Чёрные (2003)
- SixtyNine — To Kill You (2004)
- Вис Виталис — Мне Нужно Оружие (2007)
- Вис Виталис — Между Собакой И Волком (2007)
- Вис Виталис — Мелодия Моей Любви (2008)
- Вис Виталис — Айс Ти (2008)
- Вис Виталис — Остров Питера Пэна (2008)
- Вис Виталис — Слова («A-One» Ramp Underground Act 2009) (2009)
- Вис Виталис — Между Собакой И Волком (2011-08-21) (2011)

## Фильмография
- Raw (2014)
- То, что тебя спасет | Something To Save You(2016)
- Баллон | Balloon (Breakage) (2016)
- Лучше, чем в жизни | Better Than Life  (2018)
- Возвращение со звезд | Return from the stars  (2018)
- Петифур Полярная смесь | Petitfour Polar Mix  (2020)
- Вернусь не поздно | Won’t be late (2022)